# Cérou (affluent de l'Aveyron)
Pour les articles homonymes, voir Cérou.
Le Cérou est une rivière du sud de la France qui coule dans les départements de l'Aveyron et du Tarn, en région Occitanie. C'est un affluent de l'Aveyron de rive gauche, donc un sous-affluent de la Garonne par le Tarn.

## Géographie
De 87,4 km de longueur, le Cérou prend sa source dans la commune de Saint-Jean-Delnous, département de l'Aveyron, entre aussitôt dans le département du Tarn, et se jette dans l'Aveyron par sa rive gauche, sur la commune de Milhars.

## Principaux affluents
- Le Farruel (12,5 km)
- La Boutescure (15,4 km)
- Le Céroc (17,6 km)
- Le ruisseau du Candou (7,4 km)
- Le Céret (28,5 km)
- La Zère (8,5 km)
- Le ruisseau d'Aymer (12,2 km)
- Le ruisseau de Bonnan (6,1 km)

## Hydrographie
Le linéaire de rivière du bassin versant (Cérou et affluents) est de 294 km. Le Cérou constitue une réserve en eau importante et capitale vis-à-vis de la rivière Aveyron grâce au barrage de Saint-Géraud 1986, qui lui apporte un débit régulier toute l’année (notamment en période de sècheresse).

## Principales localités traversées
- Tarn : Carmaux, Monestiés, Salles, Cordes-sur-Ciel, Milhars
- Aveyron : Saint-Jean-Delnous

## Hydrologie

### Le Cérou à Milhars
Le débit du Cérou a été observé sur une période de 41 ans (1968-2008), à Milhars, localité située au niveau de son confluent avec l'Aveyron. La surface prise en compte y est de 503 km2 soit la quasi-totalité du bassin versant de la rivière.
Le module de la rivière à Milhars est de 4,13 m3/s.
Le Cérou présente des fluctuations saisonnières de débit assez marquées, avec une période de hautes eaux d'hiver-printemps portant le débit mensuel moyen à un niveau situé entre 6,55 et 9,65 m3/s, de janvier à avril inclus (avec un maximum très net en février). Dès le mois de mai, le débit diminue rapidement pour aboutir à la période des basses eaux qui se déroule de juillet à octobre, accompagnée d'une baisse du débit moyen mensuel allant jusqu'à 0,965 m3/s au mois d'août, ce qui reste encore assez consistant. Cependant les fluctuations de débit peuvent être plus importantes d'après les années et sur des périodes plus courtes.

### Étiage ou basses eaux
À l'étiage le VCN3 peut chuter jusque 0,078 m3/s, en cas de période quinquennale sèche, soit 78 litres par seconde, ce qui est assez sévère, mais normal comparé à la moyenne des cours d'eau du bassin de l'Aveyron.

### Crues
Les crues peuvent être importantes, d'autant plus que le bassin versant est assez étendu. Les QIX 2 et QIX 5  valent respectivement 74 et 120 m3/s. Le QIX 10 est de 150 m3/s, le QIX 20 de 180 m3/s, tandis que le QIX 50 se monte à 210 m3/s.
Le débit instantané maximal enregistré à Milhars durant cette période, a été de 210 m3/s le 4 février 2003, tandis que le débit journalier maximal enregistré était de 184 m3/s le 14 décembre 1981. En comparant la première de ces valeurs à l'échelle des QIX de la rivière, il apparaît que cette crue était d'ordre cinquantennal, et donc destinée à se reproduire deux fois par siècle en moyenne.

### Lame d'eau et débit spécifique
Au total, le Cérou est une rivière modérément abondante. La lame d'eau écoulée dans son bassin versant est de 260 millimètres par an, ce qui est nettement inférieur à la moyenne du bassin de la Garonne (384 millimètres par an), et aussi de la moyenne de la France tous bassins confondus (320 millimètres par an). Le débit spécifique (ou Qsp) de la rivière atteint 8,2 litres par seconde et par kilomètre carré de bassin.